# 内藤新宿町
内藤新宿町（ないとうしんじゅくまち）は、東京府豊多摩郡にかつて存在した町の一つである。南豊島郡役所の所在地でもあった。
内藤新宿町の範囲は、現在の新宿一丁目・新宿二丁目・新宿四丁目・新宿五丁目・内藤町のほぼ全域と、新宿三丁目・歌舞伎町一丁目の各一部及び西新宿一丁目と四谷四丁目のごく一部。

## 地理
武蔵野台地の一つである淀橋台上にあり、平坦である。
- 新宿御苑

## 歴史
- 1889年（明治22年）5月1日 - 町村制施行により、内藤新宿一丁目、内藤新宿二丁目、内藤新宿三丁目、内藤新宿北町、内藤新宿番衆町、内藤新宿北裏町、内藤新宿南町および内藤新宿添地町が合併し、南豊島郡内藤新宿町が発足。同時に大字内藤新宿添地町の飛地が南豊島郡淀橋町大字角筈（現在の西新宿一丁目の一部）に編入。
- 1891年（明治24年）3月18日 - 大字内藤新宿一丁目の一部（字大木戸）が四谷区に編入され四谷内藤町が起立。同時に内藤新宿添地町の飛地も四谷区四谷永住町（現在の四谷四丁目の一部）に編入された。
- 1896年（明治29年）4月1日 - 南豊島郡および東多摩郡が合併し豊多摩郡となる。豊多摩郡役所は淀橋町に設置。
- 1903年（明治36年）12月29日 - 東京市街鉄道（後の東京市電新宿線）が開通。
- 1920年（大正9年）4月1日 - 東京市四谷区に編入され消滅。

## 地域
- 大字内藤新宿一丁目
- 大字内藤新宿二丁目
  - 字二丁目裏
- 大字内藤新宿三丁目
  - 字三丁目裏
- 大字内藤新宿添地町
- 大字内藤新宿北町
- 大字内藤新宿南町
- 大字内藤新宿北裏町
- 大字内藤新宿番衆町

### 教育
- 東京府立第六中学校（現・東京都立新宿高等学校）
- 華園小学校

## 交通

### 鉄道路線
- 東京市電
  - 新宿線
- 新宿一丁目 - 新宿二丁目 - 新宿三丁目 -（新宿電車営業所）-

### 道路
- 国道16号（現・国道20号）